# جان اندر لامبی
جان اندر لامبی (انگلیسی: Jon Ander Lambea؛ زادهٔ ۱۵ اوت ۱۹۷۳) بازیکن فوتبال اهل اسپانیا است.
از باشگاه‌هایی که در آن بازی کرده‌است می‌توان به باشگاه فوتبال اتلتیک بیلبائو، باشگاه فوتبال آلمریا، باشگاه فوتبال الچه، باشگاه فوتبال ایبار، باشگاه فوتبال لگانس، و باشگاه فوتبال اتلتیک بیلبائو بی اشاره کرد.
وی همچنین در تیم ملی فوتبال زیر ۲۱ سال اسپانیا بازی کرده‌است.